# جارالله زمخشری
محمود بن عمر زمخشری خوارزمى با کنیهٔ ابوالقاسم، لقب‌گرفته و شهرت‌یافته به جارالله زَمَخشَری (۲۷ رجب ۴۶۷ – ۹ ذی‌الحجه ۵۳۸ ه‍.ق) مفسر و زبان‌شناس برجسته، ادیب و خطیب خوارزمی ایرانی بود که بر علوم گوناگون روزگار دانا بود و مؤلفی پُراثر شمرده می‌شود. مهمترین اثر او تفسیر کشاف است.

## زندگی
وی در سال ۴۶۷ ه‍.ق در منطقهٔ زمخشر خوارزم (امروزه از توابع ولایت داش‌اغوز ترکمنستان) به دنیا آمد. زمخشری برای علم‌آموزی بسیار سفر می‌کرد و در سفرش به بخارا، از مرکبش برافتاد و پایش شکست، مجبور شد آن را قطع کند و پایی چوبین جایگزینش کند، سپس به اصفهان و بغداد رفت. در پیرسالی از راه بغداد به حج رفت. 
در بغداد با ابن شجری مصاحبت داشت. در مکه ۵ سال ساکن شد و جارالله یعنی همسایه خدا لقب گرفت. 
او پیرو جنبش سیاسی-اجتماعی معتزله بود. محمود زمخشری در روزگار سلطان ابوالفتح ملکشاه سلجوقی که پشتیبان دانشوران بود زندگی می‌کرد.
درگذشت زمخشری در روز عرفهٔ سال ۵۳۸ ه‍.ق (۱۲ ژوئن ۱۱۴۴م) در گرگانج بوده‌است.

## آثار
- اساس البلاغه
- اطواق الذهب (گردن‌بندهای زرین) در اخلاقیات
- المفرد والمرکب فی العربیه
- المفرد والمولف فی النحو
- المفصل فی النحو
- امکنه و الجبال و المیاه در جغرافیا
- انموذج فی النحو
- تفسیر کشاف (الکشّاف عن حقائق غوامض التنزیل و عیون الأقاویل فی وجوه التأویل) ترجمهٔ فارسی: تفسیر کشاف (در چهار جلد)، ترجمهٔ مسعود انصاری انتشارات ققنوس، تهران، ۱۳۸۹.
- دیوان التمثیل
- دیوان الشعر
- رؤس المسایل فی الفقه
- سواتر الامثال
- شافعی العی من کلام الشافعی
- شرح ابیات کتاب سیبویه
- شقایق النعمان فی حقایق النعمان
- صمیم العربیه
- ضالته الناشد فی علم الفرایض
- قسطاس فی العروض
- کتاب المنهاج فی الاصول
- متشابه اسامی الروات
- محاجات بمسایل النحوی
- مستقصی فی امثال العرب
- مقدمه الادب (این کتاب برای تعلیم زبان عربی به مردم مسلمان غیر عرب (ترک و فارس) نوشته شده و به سلطان آتسیز خوارزمشاه تقدیم گردیده است.)[۱۳]
- نصایح الصغار (پندهایی به کودکان)
- نصایح الکبار[۶]